# Latiaxis
Latiaxis é um género de gastrópode  da família Muricidae.
Este género contém as seguintes espécies:
- Latiaxis babelis